# Цибет
Цибет (от араб. الزباد‎ — «мускус») — сильные и крайне неприятно пахнущие в естественном состоянии выделения из анальных желёз некоторых видов цивет, или, как их ещё называют, виверр. Этими выделениями животные метят свою территорию. Активным действующим началом цибета является цибетон. Цибетон образуется в организме животного из алифатических дикарбоновых кислот.

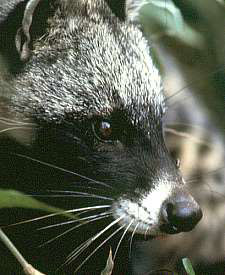
Африканская цивета

После соответствующей обработки это вещество даёт приятный мускусный, кожистый запах, и поэтому оно очень часто используется в производстве духов. Особую ценность оно приобретает в комбинации с мускусом, бобровой струёй и амброй, формируя особенно тяжёлую восточную ноту парфюмерии (фиксатор запаха).
Сегодня[когда?] почти всегда для сбережения этого редкого сырья его заменяют искусственными ароматами. Натуральный цибет же в числе прочих содержит такие вещества, как цибетон, индол, скатол, диметилиндол и масляную кислоту.